# Apex Magazine

Coperta

Apex Magazine, cunoscută anterior sub denumirea Apex Digest, este o revistă americană de horror și science-fiction care a început să fie publicată în anul 2005, în Lexington, Kentucky. Apex Magazine a publicat ficțiuni, critică și interviuri. Există și o piață profesională și se plătesc 8 cenți USD pe cuvânt, așa cum prevede norma definită de SFWA. Revista a fost editată de către Jason Sizemore și a avut o apariție lunară. Din mai 2019, Apex Magazine și-a suspendat publicarea. În mai 2020, Jason Sizemore a anunțat reluarea apariției începând cu ianuarie 2021.

## Autori publicați
Printre autorii publicați în revistele Apex se pot enumera Neil Gaiman, Poppy Z. Brite, Cherie Priest, Eugie Foster, Ben Bova, William F. Nolan, Sara King, Brian Keene, Rebecca Roanhorse și alții. Printre autorii care au apărut în edițiile online Apex se află Steven Savile, Sara King, David Conyers sau Lavie Tidhar.
Singurul scriitor român publicat în Apex Magazine este Marian Coman a cărui povestire, The Small White, a apărut în numărul 116 (ianuarie, 2019).

## Premii
Ficțiunile publicate în Apex au fost nominalizate la Premiul Nebula și Premiul Hugo.  Poezia publicată în Apex a fost nominalizată la Premiul Rhysling.